# Ryōko Hirosue

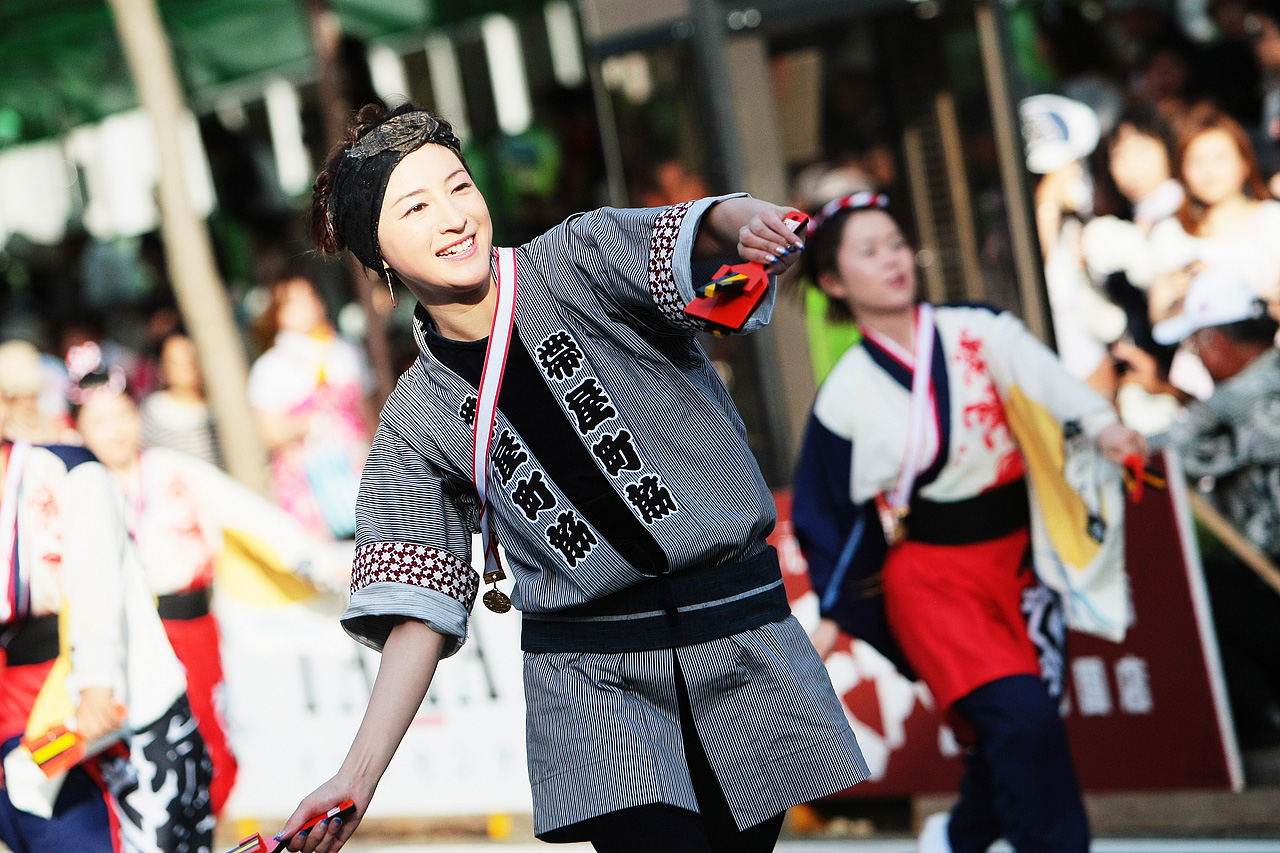
Ryōko Hirosue beim Yosakoi-Matsuri in Kōchi (2010)

Ryōko Hirosue (jap. 広末 涼子, Hirosue Ryōko; * 18. Juli 1980 in Kōchi, Präfektur Kōchi) ist eine japanische Schauspielerin und Musikerin. In der westlichen Welt wurde sie durch ihre Rolle im Film Wasabi – Ein Bulle in Japan von Luc Besson bekannt.
Im Alter von 14 Jahren nahm Ryōko Hirosue am Modelwettbewerb P&G teil. Im selben Jahr begann sie ihre Musikerkarriere im Programm des TK Music Camp. Ihr Debüt als Schauspielerin gab Hirosue 1995 im Fernsehdrama Heart ni S bei Fuji TV.

## Biografie
Bereits seit ihrem 14. Lebensjahr ist Ryoko ein Teil der japanischen Fernsehlandschaft. Sie trat damals für Kosmetikfirmen als namenloses Model auf. Später kamen Rollen in Serien wie DoCoMo und Fernsehfilmen wie Long Vacation. Für die achte Folge von DoCoMo sang sie den Theme Song, der so gut ankam, dass er Mitte April 1997 als Single herausgebracht wurde. Die Single stieg bis auf Rang 2 der Oricon-Charts und hielt sich fünf aufeinanderfolgende Wochen in den Top 10; dies war der Anfang von Ryokos musikalischer Karriere. Ihr Erfolg kam nicht von ungefähr, denn sie hatte seit ihrer Kindheit fleißig in den zahlreichen Karaoke-Bars geübt. Daisuki wurde noch erfolgreicher und stieg direkt auf Platz 1 der Oricon-Charts ein.
In der Zeit bis zu ihrer dritten Single Prism of Wind, die im Oktober erschien, übernahm sie mehrere Rollen in Dorama und dem Kinofilm 20th century nostalgia. Im November erschien zudem ihr erstes Album. Gleichzeitig schaffte sie es neben den zwei Karrieren noch eine dritte zu betreiben: Sie besuchte weiterhin die Schule, die sie auch beendete, um zu studieren.
Im Jahre 1998 erschienen zwei weitere Singles und ein Minialbum. Außerdem bestand sie im November die Aufnahmeprüfung für die Eliteuniversität Waseda in Tokyo. Nachdem Anfang 1999 ihre sechste Single erschienen war und sie ihr erstes Live-Konzert gegeben hatte, begann sie im März offiziell an der Universität zu studieren. Jedoch wurde ihr später vorgeworfen, sie hätte ihre Bekanntheit gezielt eingesetzt, um dort studieren zu können, woraufhin sie entlassen wurde. So verfolgte sie weiterhin ihre zwei Karrieren und veröffentlichte noch ein Album Ende des Jahres.
Wegen ihrer Filmkarriere, der sie fortan etwas mehr Beachtung schenkte, kam es immer seltener zu CD-Veröffentlichungen (in den Jahren 2000 und 2001 jeweils nur eine CD). Ryoko entschied sich im Jahre 2002, ihre Gesangskarriere zunächst zurückzustellen, und veröffentlichte daher Ende Februar ein Best-of, was die bislang letzte CD von Ryoko ist.
Da sie nun mehr Zeit hatte, konnte sie mehr Filme und Werbespots drehen. So kam es dank einer gewissen Bekanntheit in Frankreich, dass Luc Besson und Jean Reno sie für den Film Wasabi gewinnen konnten. Es folgten weitere Filme und Fernsehauftritte, bis sie im Dezember 2003 bekanntgab, eine Auszeit zu nehmen: Sie war im vierten Monat schwanger und heiratete im Januar 2004 den Modedesigner Takahiro Okazawa. Sie war während dieser Auszeit noch öfter im Fernsehen zu sehen und bereits im März 2004 wieder in einem Kinofilm. Seit der Geburt ihres Sohnes am 10. April 2004 übernahm sie viel seltener Rollen als in den Jahren davor, unter anderem als Darstellerin in dem Drama Summer Snow.
Im März 2008 ließ sie sich von Takahiro Okazawa scheiden.
Wieder im Kino sah man sie im Drama Nokan – Die Kunst des Ausklangs, welches bei der Oscar-Verleihung 2009 den Preis für den besten fremdsprachigen Film verliehen bekam und ihr selbst eine Nominierung für den Japanese Academy Award in der Kategorie Beste Hauptdarstellerin einbrachte.

## Filmografie (Auswahl)
- 1997: 20th Century Nostalgia (２０世紀ノスタルジア)
- 1999: Himitsu (秘密)
- 1999: Poppoya (鉄道員)
- 2001: Wasabi – Ein Bulle in Japan (Wasabi)
- 2002: Jam Films – Kurzfilmepisode Arita
- 2003: Collage of Our Life (恋愛寫眞)
- 2004: Hana and Alice (花とアリス)
- 2006: Presents ~Aikagi~ (Presents〜合い鍵〜)
- 2007: Bubble Fiction: Boom or Bust (バブルへGO!!～タイムマシンはドラム式～)
- 2007: Little DJ (Little DJ〜小さな恋の物語)
- 2007: Koneko no Namida (子猫の涙)
- 2008: Nokan – Die Kunst des Ausklangs  (おくりびと)
- 2009: Villon’s Wife (ヴィヨンの妻 〜桜桃とタンポポ〜)
- 2009: Zero Focus (Remake) (ゼロの焦点)
- 2009: The Legend of Goemon (GOEMON)
- 2010: Flowers
- 2012: Kagi Dorobō no Method (鍵泥棒のメソッド)
- 2015: Taishi Kakka no Ryōrinin (大使閣下の料理人)